# Ballerup Super Arena
El Ballerup Super Arena es un estadio de usos múltiples, en Ballerup, Dinamarca. Tiene una capacidad para conciertos de 7500 espectadores. Es propiedad de la municipalidad de Ballerup y gestionado por EventForce A / S. La arena es también un lugar para muchos eventos de empresas, conferencias, eventos de team building, ferias, eventos deportivos y ciclismo. El estadio fue inaugurado en 2001. En 2003, el techo se derrumbó, como resultado de un error de cálculo en el diseño y el nuevo techo fue reforzada con cables.
Alberga el único velódromo bajo techo de Dinamarca y es de uso frecuente para las carreras de seis días y los eventos de pista de los clásicos de la copa de ciclismo mundial de la UCI.